# 소셜 로봇

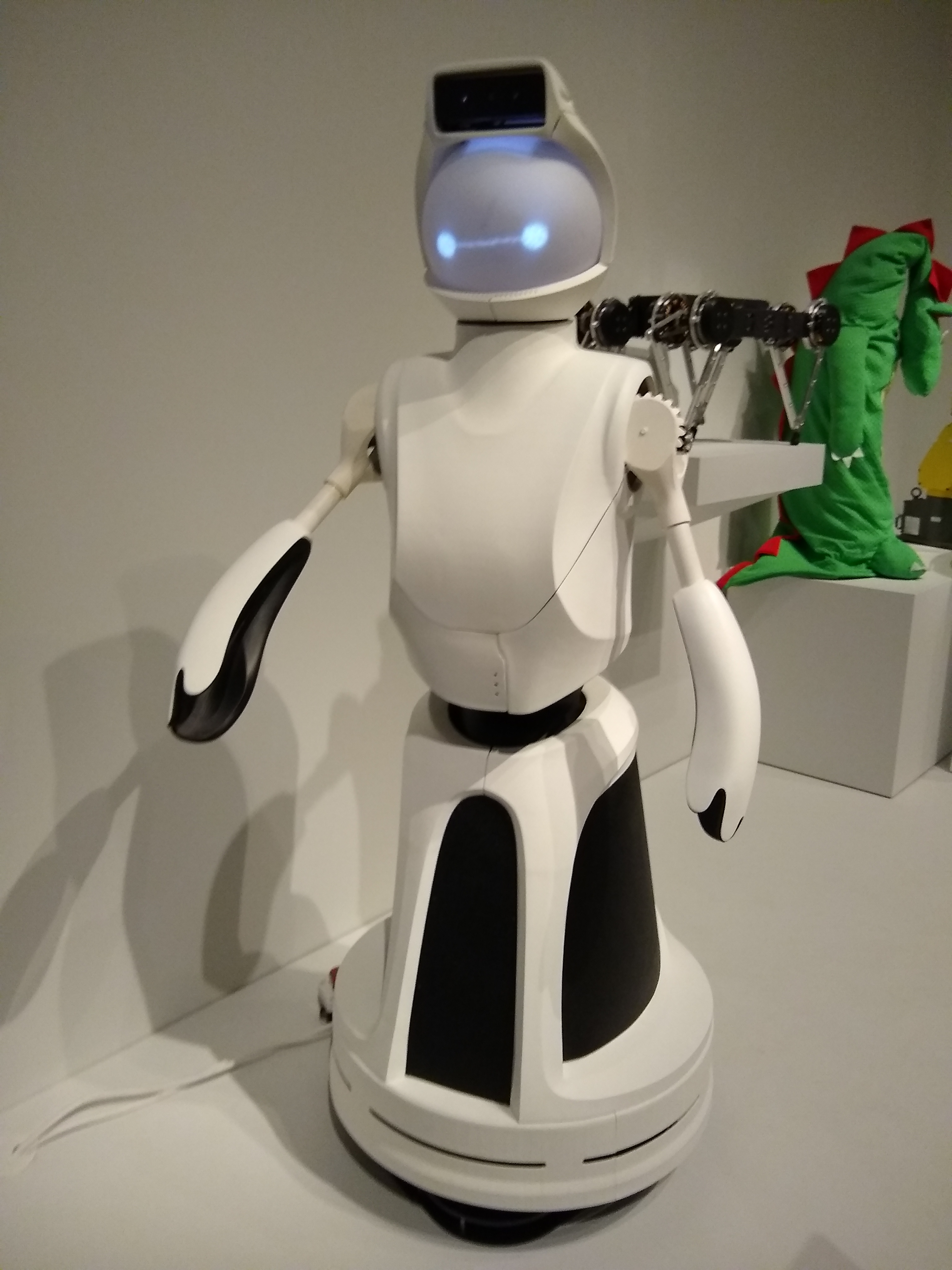

소셜 로봇(social robot)이란 인공지능(AI, artificial intelligence), 사물 인터넷(IoT, Internet of Things), 클라우드 컴퓨팅 등을 접목해 사람과 교감하는 감성 로봇을 말한다. 역할에 따른 사회적 행동과 규칙을 지키며 인간이나 그밖의 물리적 대상과 상호 소통을 이룬다. 즉, 소셜 로봇은 반드시 물리적 형상을 지녀야 하며, 화면 속 캐릭터는 제외된다는 의미기도 하다. 최근에는 로봇의 머리를 스크린으로 표현한 것들도 개발되어 있지만 그런 로봇들은 소셜 로봇이 되어가는 과정의 경계선상에 있다. 만약 몸체가 단지 스크린을 거치하는 곳이라면 그 시스템은 로봇으로 간주될 수 없으나 만약 물리적 모터와 센서 능력을 지녔다면 로봇으로 간주될 수 있다.

## 같이 보기
- 페퍼 (로봇)
- NAO (로봇)